# 童话故事游戏
《童话故事游戏》（義大利語：Tante storie per giocare）是意大利儿童文学作家贾尼·罗大里所著的童话集。

## 前言
你见过蓝色的巧克力吗？有一天，热那亚城的出租车司机看见他的乘客在吃一块蓝色的巧克力，然后出租车就飞了起来；有一只猫乘座火车旅行，它像人一样买票，坐的还是头等车厢……

## 出版
本书中的童话故事最初是为意大利广播节目而创作，名称即为“童话故事游戏”，在1969年至1970年连载播出，1971年出书。每个故事都有三种结尾，小读者可以任选其中一种作为自己喜欢的结局。

## 中文译本
- 贾尼·罗大里. . 国际安徒生获奖作家书系. 由沈萼梅 / 刘锡荣翻译. 河北少年儿童出版社. 2000年5月. ISBN 9787537620147.
- 贾尼·罗大里. . 国际安徒生获奖作家书系. 由沈萼梅 / 刘锡荣翻译. 浙江少年儿童出版社. 1989年12月. ISBN 9787534204708.